# Hazardville
Hazardville statisztikai település az USA Connecticut államában, Hartford megyében. Lakosainak száma 6870 fő (2020. április 1.).

## Népesség
A település népességének változása:

| 2010 | 4 599 |
| 2020 | 6 870 |